# Saint-Pardoux-l'Ortigier
Saint-Pardoux-l'Ortigier é uma comuna francesa na região administrativa da Nova Aquitânia, no departamento de Corrèze. Estende-se por uma área de 12,98 km². Em 2010 a comuna tinha 485 habitantes (densidade: 37,4 hab./km²).